# ラーモア歳差運動

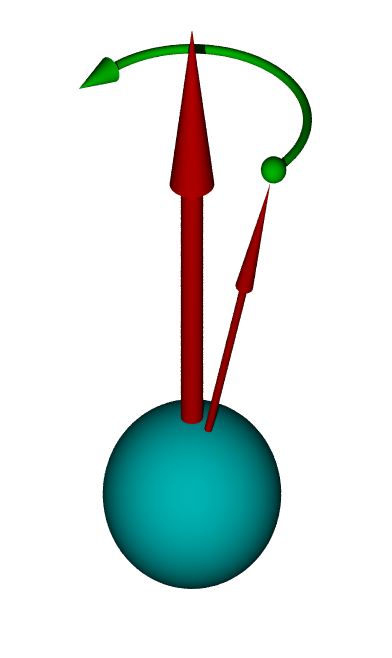
ラーモア歳差運動の模式図。太い赤矢印は磁場ベクトル、細い赤矢印は粒子のスピンベクトル。粒子を負電荷とすると、磁気モーメントは緑矢印回りに歳差する。

ラーモア歳差運動（ラーモアさいさうんどう、英語: Larmor precession）は、物理学において、電子・原子核・原子などの粒子の持つ磁気モーメントが外部磁場によって歳差運動を起こす現象である。ジョゼフ・ラーモアにちなんで名づけられた。

## 概要
外部磁場は、粒子の磁気モーメント、あるいは角運動量（スピン角運動量や軌道角運動量）にトルクを与え、それは以下のように表される。
{\displaystyle {\vec {\Gamma }}={\vec {\mu }}\times {\vec {B}}=\gamma {\vec {J}}\times {\vec {B}}}
{\displaystyle {\vec {\Gamma }}}:トルク
{\displaystyle {\vec {\mu }}}:粒子の磁気モーメント
{\displaystyle {\vec {B}}}:外部磁場
{\displaystyle {\vec {J}}}:粒子の全角運動量
{\displaystyle \times }:クロス積
{\displaystyle \ \gamma }は磁気回転比と呼ばれ、磁気モーメントと全角運動量の比例関係 {\displaystyle {\vec {\mu }}=\gamma {\vec {J}}}を結びつける定数である。 
トルクを受けることで、粒子が持つ磁気モーメントベクトル{\displaystyle {\vec {\mu }}}、あるいは角運動量ベクトル{\displaystyle {\vec {J}}}は磁場方向を軸としてその周りを歳差運動する。このとき運動方程式は次式で表される。
{\displaystyle {\frac {d{\vec {\mu }}}{dt}}=\gamma {\vec {\mu }}\times {\vec {B}},\,\,\,\,\,{\frac {d{\vec {J}}}{dt}}=\gamma {\vec {J}}\times {\vec {B}}}
この回転運動の角周波数はラーモア周波数（Larmor frequency）と呼ばれ、以下で表される。
{\displaystyle {\vec {\omega }}=\gamma {\vec {B}}}
ラーモア歳差運動は核磁気共鳴（NMR）、電子スピン共鳴（EPR）、強磁性共鳴（FMR）などにとって重要である。磁場中ではラーモア周波数を共鳴周波数とも呼ばれる。
レフ・ランダウとエフゲニー・リフシッツによる1935年の有名な論文は、ラーモア歳差運動による強磁性共鳴の存在を予言した。それは1946年にJ. H. E. Griffiths、1947年にE. K. Zavoiskyによる実験で、それぞれ独立に確かめられた。